# Rookhoen
Een rookhoen (meervoud: rookhoenders) was een hoen dat als afdracht betaald moest worden. Dit gebruik bestond in Oost-Nederland en delen van Duitsland vanaf de middeleeuwen tot in de negentiende eeuw. 
Het eerste deel van de naam rookhoen is afgeleid van de rook van de haard of vuurstede. Rookhoenders waren oorspronkelijk een belasting die betaald moest worden door de bewoners van huizen die een stookplaats hadden. Rookhoenders waren in Twente vooral bekend als jaarlijkse betaling aan de predikant en koster om in hun levensonderhoud te voorzien. Terwijl de grote gewaarde boerderijen miskoorn moesten betalen, waren de kleinste ongewaarde boerderijen verplicht tot het afdragen van een of enkele hoenders. In de achttiende eeuw was deze betaling in natura al vaak vervangen door betaling in geld. Hiervoor gebruikte men wel de benaming hoendergeld.